# Katja Holanti
Katja Holanti (Hamina, 5 de abril de 1974) es una deportista finlandesa que compitió en biatlón. Ganó una medalla de bronce en el Campeonato Mundial de Biatlón de 1998, en la prueba de 15 km por equipos.

## Palmarés internacional
| Campeonato Mundial | Campeonato Mundial   | Campeonato Mundial | Campeonato Mundial |
| Año                | Lugar                | Medalla            | Prueba             |
| ------------------ | -------------------- | ------------------ | ------------------ |
| 1998               | Hochfilzen (Austria) | Medalla de bronce  | Equipos            |